# Anna Kûitse Thastum
Anna Kûitse Thastum [ˈana ˈkuːit͡sːi ˈtastom] (* 10. Februar 1942 in Kulusuk; † 13. Juli 2012) war eine grönländische Trommeltänzerin.

## Leben
Anna Kûitse war eine von drei Töchtern und von vierzehn Kindern von Vilhelm Kûitse (1897–1966) und seiner zweiten Frau Milka „Miilikka“ Tûkula (1909–?). Ihre Großeltern waren Kûitse, getauft Sejer (1876–?) und Kajãtilik, getauft Theodosia (1872–?) sowie Tûkula, getauft Kora (1882–?) und Tusiagteĸ, getauft Drusilla (1889–?). Ihr Bruder war der Trommeltänzer Anda Kûitse (1951–2019).
Anna Kûitse war eine Tunumeer und stammte aus einer Familie von Trommeltänzern. Beide ihre Eltern waren als solche tätig und stammten von Schamanen ab. So kamen auch Anna und ihre Geschwister mit dem Trommeltanz in Berührung. Sie pflegte ihren Vater und heiratete nach seinem Tod einen in Kulusuk tätigen US-amerikanischen Telegrafisten und zog 1967 mit ihm in die Vereinigten Staaten, weswegen sie Englisch lernte, damals sehr ungewöhnlich. 1984 kehrte sie nach Kulusuk zurück. 1985 heiratete sie den Dänen Arvid Thastum und zog mit ihm nach Kopenhagen. 1989 zogen sie in Annas Geburtsort zurück.
Sie begann zu singen und als 1994 der Flughafen Kulusuk modernisiert wurde und ihr Bruder Anda bei der Eröffnungsfeier auftrat, forderte er sie zum Trommeltanz auf, aber Anna weigerte sich, da ihr Vater ihr den Trommeltanz als Kind verboten hatte. Schließlich ließ sie sich überzeugen und trat von da an international als Trommeltänzerin auf. Sie lehrte selbst Jüngeren den Trommeltanz und trug somit zum Fortbestand dieser Tradition bei. 2008 erhielt sie für ihren Einsatz den Grönländischen Kulturpreis. Später setzte sie sich dafür ein, dass der Trommeltanz zum Immateriellen Kulturerbe der UNESCO ernannt wird. Die Beziehung von ihr und ihrem Mann Arvid inmitten der USA-bezogenen Geschichte Kulusuks ist Thema des Films Echoes von 2010 von Ivalo Frank. Anna Kûitse Thastum starb 2012 im Alter von 70 Jahren nach längerer Krankheit.